# On va faire du cinéma
Tournées par Dorothée
Pour faire une chanson Dorothée Zénith 86
On va faire du cinéma est la 4e et dernière comédie musicale de Dorothée. 
Présentée dans le cadre de la "Forêt Enchantée", manifestation organisée par la Mairie de Paris en partenariat avec Antenne 2 et Europe 1, ce spectacle soutient l'album Allô allô Monsieur l'ordinateur.
32 représentations de ce spectacle seront jouées au Champ-de-Mars et en tournée en France. Il sera aussi présenté pour les fêtes par télétransmission en simultané dans 100 salles de cinéma en France.
François Mitterrand, Président de la République, invite Dorothée à présenter ce spectacle à l'Élysée pour son arbre de Noël.
Ce show est présenté en tournée en province pour 23 dates. La cassette VHS du spectacle sort en septembre 1987.

## Synopsis
En plein tournage de son dernier film la capricieuse Chouchou, héroïne des films "Convoit" quitte le réalisateur Maître Jackubovitz. Cette dernière refuse de terminer le film et part pour fonder les studios les "Convoit-mieux".
Arrive alors Dorothée, son sosie, qui accepte après de longues hésitations de la remplacer.

## Informations
| Personnes sur scène                                                                               | | |
| Interprète : - Dorothée Scenario et dialogues : - Jean-François Porry Musique : - Gérard Salesses | Chorégraphie et mise en scène : - Chris Giorgadis Costumes et décors : - Roberto Rossello Captation publique : - Jean Louis Cap Réalisation du clip "Chouchou" : - Robert Réa | RecréAmis : - Jean-Jacques Chardeau - Ariane Carletti - Jacky - Alain Chaufour Danseurs : - Thierry - Dimitri - Jacques - Mieli |

## Liste des titres joués
1. Allo, allo Monsieur l'ordinateur
2. Je ferai de vous une star
3. Tant qu'on a des amis
4. On va faire du cinéma
5. Chouchou
6. On tourne
7. Mam'selle Dorothée
8. La mer caline
9. Tant qu'on a des amis
10. Allo, allo Monsieur l'ordinateur

## Dates et lieux des concerts

### Paris
| Date                               | Ville         |
| ---------------------------------- | ------------- |
| 21 décembre 1985 au 4 janvier 1986 | Champ-de-Mars |

### Tournée 1986
| Date            | Ville            |
| --------------- | ---------------- |
| 8 février 1986  | Caen             |
| 9 février 1986  | Rouen            |
| 10 février 1986 | Angers           |
| 14 février 1986 | Cherbourg        |
| 15 février 1986 | Rennes           |
| 16 février 1986 | Le Mans          |
| 21 février 1986 | Dijon            |
| 22 février 1986 | Bourg-en-Bresse  |
| 23 février 1986 | Besançon         |
| 28 février 1986 | Strasbourg       |
| 1er mars 1986   | Nancy            |
| 2 mars 1986     | Rueil-Malmaison  |
| 8 mars 1986     | Orléans          |
| 9 mars 1986     | Évry             |
| 15 mars 1986    | Lille            |
| 16 mars 1986    | Roubaix          |
| 22 mars 1986    | Bordeaux         |
| 23 mars 1986    | Toulouse         |
| 18 avril 1986   | Clermont-Ferrand |
| 19 avril 1986   | Saint-Étienne    |
| 20 avril 1986   | Limoges          |
| 26 avril 1986   | Reims            |
| 27 avril 1986   | Créteil          |